# Бромид иридия(II)
Бромид иридия(II) — неорганическое соединение,
соль иридия и бромистоводородной кислоты с формулой IrBr2,
красно-коричневый порошок.

## Получение
- Разложение бромида иридия(III) при нагревании в токе бромоводорода:

{\displaystyle {\mathsf {2IrBr_{3}\ {\xrightarrow {440^{o}C}}\ 2IrBr_{2}+Br_{2}}}}

## Физические свойства
Бромид иридия(II) образует красно-коричневый порошок, 
нерастворимый в воде и кислотах.